# Steven J. Ricchetti
Steven J. Ricchetti (ou Steve Ricchetti) est un assistant politique américain, conseiller du président Joe Biden. Il a été auparavant chef de cabinet du vice-président Joe Biden (durant l'administration Obama), après avoir été chef de cabinet adjoint des opérations sous le président Bill Clinton.
Entre deux séjours dans les administrations démocrates, Ricchetti a travaillé comme lobbyiste pour des clients principalement industriels.

## Enfance, éducation
Steven J. Ricchetti a grandi à Westlake, dans l'Ohio. 
Il est diplômé du Lycée de Westlake.
Il a reçu son diplôme de premier cycle de l'Université de Miami dans l'Ohio (où il a été président du corps étudiant) en 1979 et son J.D. de la George Mason University School of Law.

## Carrière
Ricchetti a travaillé tantôt dans la sphère privée, tantôt dans la sphère publique (pantouflage). 
Il a commencé dans le privé, de 1982 à 1985, pour la compagnie industrielle Allied Corp (devenue AlliedSignal). 
En 1987 à 1989, il dirige le département « politique » de la Blue Cross Blue Shield Association (ou BCBSA, basée à Chicago, qui est une fédération de 36 compagnies d'assurance maladie américaines distinctes fournissant une assurance maladie à plus de 106 millions d'américains). 
De 1990 à 1992 il est directeur exécutif du Comité de campagne sénatoriale du groupe des démocrates ,. Il supervisait alors la campagne du candidat démocrate Harris Wofford aux élections spéciales de 1991 pour le Sénat en Pennsylvanie.
De janvier 1993 à février 1996, à la Maison Blanche, il fait partie de l'administration Clinton, en tant qu'assistant adjoint du président pour les affaires législatives. Il fait le lien entre le président Clinton et le Sénat et  conduit notamment des travaux pour sur la loi de relance économique de 1993, sur la loi sur les télécommunications de 1996 et d'autres lois.
De 1996 à 1998 ou 1999, tout en créant son cabinet de lobbying, Ricchetti repasse dans le secteur privé, comme lobbyste pour divers clients, au sein de la société de relations gouvernementales « Public Strategies Washington » (PSW).
En septembre 1998, il retourne à la Maison Blanche. Il y est chargé des relations avec les démocrates du Congrès lorsde la procédure de destitution contre Clinton. 
En janvier 1999, Ricchetti devient chef de cabinet adjoint de la Maison Blanche (succédant à John Podesta) et il gère un portefeuille plus important de resonsabilités. 
En 2000, Ricchetti il est inclus dans le groupe de travail du président Clinton sur le PNTR chinois (relations commerciales normalisées permanentes). Avec le secrétaire au Commerce William M. Daley, il « a mené la campagne réussie de l'administration pour assurer des relations commerciales normales permanentes avec la Chine » et coordonné avec les dirigeants de grandes sociétés américaines (ex : Boeing, AOL et Intel) la stratégie de communication visant à  « vendre les avantages de l'accord commercial au Congrès et au public ».
En janvier 2001, Ricchetti crée et dirige, avec son frère Jeff Ricchetti, une société de lobbying (« Ricchetti, Inc. », spécialisée dans les relations avec le gouvernement et les conseils politiques),,
En 2002, il est brièvement employé par Siemens Corp
Les années suivantes, « Ricchetti, Inc. » a représenté les intérêts d'un certain nombre de clients, dont AT&T, Eli Lilly & Co., l'American Hospital Association (en), United Technologies, l'American Council of Life Assurers et l'American Bankers Association.
En mars 2012, il est nommé conseiller du vice-président Joe Biden. Bien qu'il se soit désenregistré en tant que lobbyiste du Congrès plus de 3 ans plus tôt (fin 2008, peu après l'élection d'Obama et la prise de poste de Joe Biden respectivement à la présidence et à la vice-présidence) sa nomination est controversée car le président Obama avait promis de ne pas nommer de lobbyistes,et il avait publié "une nouvelle politique d'éthique destinée à freiner la porte tournante entre l'administration et l'Avenue K »  (K Street (Washington, D.C.) est l'une des grandes avenues de la capitale, à l'époque comme rassemblant de nombreux Think tanks politiques, économiques et industriels, et de grands organismes de lobbies ; l'expression « K Street » est métonymiquement utilisée pour désigner le mouvement lobbyiste aux États-Unis 
Comme Ricchetti n'avait pas personnellement pas eu d'activité de lobbying durant 2 ans, il n'avait pas demandé de dérogation à la politique de l'administration, c'est cependant son frère Jeffrey qui avait repris son agence. Une déclaration émise par le bureau de Joe Biden en 2012 a affirmé que depuis 2008, Ricchetti avait "conseillé des clients en termes de politiques publiques, de stratégie de communication et d'éléments basiques, mais sans agir en tant que lobbyiste auprès du gouvernement fédéral au nom d'un client » et qu'il « devra encore se récuser si son travail présente un conflit d'intérêts au regard des règles d'éthique". Selon le Washington Post « Ricchetti Inc. » gagné 1,8 million de dollars l'année précédant cette nomination de conseiller du vice-président des États-Unis, et Ricchetti était redevable de 217 000 $ supplémentaires pour le travail accompli l'année de cette nomination.  
Depuis selon l'ONG Open Secret qui surveille les activités de lobbying, l'activité de cette entreprise a fortement diminué, passant de 5 agents lobbyiste en 2005 à 1 en 2019.
En décembre 2013, Ricchetti a succédé à Bruce Reed comme chef de cabinet du vice-président (avec le grade d'assistant du président).
Ricchetti était le planificateur en chef d'une éventuelle candidature de Biden à l'élection présidentielle de 2016, mais Joe Biden a finalement décidé de ne pas se présenter,. Selon deux journalistes américains, Jake Tapper et Alex Thompson, du média d’investigation Axios, Ricchetti ferait partie des membres de l’entourage de Joe Biden qui ont tenté de « dissimuler » le déclin cognitif du président.

## Campagne présidentielle de 2020
En 2020, l'entreprise de Ricchetti a représenté les intérêts de 9 clients clients (dont de l'industrie pharmaceutique et des télécommunications/électronique) : 
- Americans for Tax Fairness ($20,000),

$ Applied Materials Inc ($40,000),
- Eisai Co Ltd ($90,000) ;
- Finseca ($210,000),
- GlaxoSmithKline ($20,000) ;
- Horizon Therapeutics ($50,000) ;
- Intellectual Ventures LLC ($90,000) ;
- InterDigital Inc ($80,000) ;
- Tesseract Inc ($35,000).

Ricchetti a organisé la Campagne présidentielle de Joe Biden de 2020, menant les efforts de la campagne pour lever des fonds auprès des financiers de Wall Street.
Le 16 novembre 2020, il a été annoncé que Ricchetti deviendrait conseiller du président dans la nouvelle administration Biden.

## Autres activités
Ricchetti est membre du conseil des conseillers du Center for Congress de l'Université de l'Indiana. 
Avant 2012, il siégeait aux conseils d'administration du Center for American Progress, du Trust for the National Mall et de Bloomberg, avant de démissionner de ces postes pour occuper un poste dans le bureau de Biden en tant que conseiller du vice-président.